# Neunkirchen-Seelscheid
Neunkirchen-Seelscheid – miejscowość i gmina w Niemczech, w kraju związkowym Nadrenia Północna-Westfalia, w rejencji Kolonia, w powiecie Rhein-Sieg. W 2010 roku liczyła 20 634 mieszkańców.